# Enochrus negrus
Enochrus negrus är en skalbaggsart som beskrevs av Gundersen 1977. Enochrus negrus ingår i släktet Enochrus och familjen palpbaggar. Inga underarter finns listade i Catalogue of Life.